# Please Don't Destroy
是由班·馬歇爾（Ben Marshall）、約翰·希金斯（John Higgins）和馬丁·赫利希（Martin Herlihy）在美國紐約市組成的喜劇團體。三人在紐約大學就讀時就開始合作，2017年成立該團體，團體名稱來自「請不要破壞我的農場」（Please Don't Destroy My Farm）。他們每月進行喜劇表演，出現在紐約喜劇節上，並製作上傳到YouTube的喜劇小品影片。他們在新冠肺炎疫情期間，開始為TikTok和Twitter製作短影片。
2021年，三人組被聘為電視節目《週六夜現場》（SNL）的編劇，為節目的第47季製作預錄數位影片。于2021年10月9日首次登上SNL。同年，他們還與彼得·戴維森及泰勒絲一起錄製了歌曲〈三個悲傷的處女〉（Three Sad Virgins）。據2022年7月的報導，三人組與環球影業合作，主演一部搭檔喜劇電影，預定2023年上映。
中的赫利希是前SNL編劇兼製片人提姆·赫利希之子，而希金斯之父是長期擔任SNL編劇、播音員和製片人的史蒂夫·希金斯。

## 外部連結
- 官方网站